# Time and Again
«Time and Again» (с англ. — «Вновь и вновь») — пятый эпизод американского мини-сериала «Мисс Марвел» (2022), основанного на одноимённом персонаже комиксов Marvel. В этом эпизоде Камала Хан попадает из настоящего времени в 1947 год, где встречает свою прабабушку Аишу и её дочь Сану, свою будущую бабушку. Действие эпизода происходит в медиафраншизе «Кинематографическая вселенная Marvel» (КВМ), разделяя преемственность с фильмами франшизы. Сценаристом выступила Фатима Ашгар, а режиссёром — Шармин Обаид-Чиной.
Иман Веллани исполняет роль Камалы Хан; в эпизоде также сыграли Мэтт Линтц, Зенобия Шрофф, Риш Шах, Нимра Буча, Адаку Ононогбо, Самина Ахмад, Мехвиш Хаят, Фавад Хан и Арамис Найт.
Эпизод «Вновь и вновь» был выпущен на Disney+ 6 июля 2022 года.

## Сюжет
В 1942 году в Индии Аиша убегает от нападавших и укрывается в деревне. Хасан, активист движения за независимость Индии, предлагает ей еду и кров. Они влюбляются, и у них рождается дочь Сана.
Пять лет спустя Наджма выслеживает Аишу и приказывает ей вернуть браслет. Аиша оставляет браслет Сане и пытается бежать в Пакистан со своей семьёй, но Наджма убивает её. Хасан потерял дочь в толпе. Камала Хан обнаруживает, что может взаимодействовать с Аишей, которая просит её спасти Сану. Камала создаёт проекцию звёзд и приводит Сану к отцу. Камала понимает, что это она таинственным образом воссоединила Сану и Хасана в прошлом.
Вернувшись в настоящее, она обнаруживает, что удар Наджмы открыл Завесу Нура, но та убивает любого, кто пытается пройти через неё. Наджма жертвует собой, чтобы закрыть Завесу, передав силу своему сыну Камрану перед смертью. Сана и Муниба находят Камалу. Тем временем дрон Департамента США по ликвидации разрушений (DODC) атакует Камрана, который пришёл к Бруно. Камран выпускает заряд энергии в дрона, обнаруживая свою силу.

## Маркетинг
Постер к эпизоду был представлен через 7 дней после его выхода официальным аккаунтом сериала в Твиттере.

## Релиз
Эпизод «Вновь и вновь» был выпущен на стриминговом сервисе Disney+ 6 июля 2022 года.

## Реакция
На сайте-агрегаторе рецензий Rotten Tomatoes серия имеет рейтинг 100 % со средней оценкой 7,3 из 10 на основе 9 отзывов. Рупеш Наир из IGN India дал эпизоду 7 с половиной баллов из 10 и отметил, что он «завершает идеальную историю происхождения Камалы Хан и историю её семьи». Его коллега Фразбелина из IGN Middle East поставила серии оценку 7 из 10 и посчитала, что «история Наджмы была слишком поверхностной». Кирстен Говард из Den of Geek вручила эпизоду 2,5 звёзд из 5 и написала, что в нём были нарушены правила КВМ касательно путешествий во времени. Арезу Амин из Collider присвоила серии оценку «A+» и подчеркнула, что это «пожалуй, самый сильный и динамичный эпизод на сегодняшний день». Брэдли Руссел из GamesRadar дал серии 4 звезды из 5 и акцентировал внимание на том, что «в сериале под названием „Мисс Марвел“ отсутствие главной героини в первой половине эпизода — смелый выбор», продолжив тем, что «ещё более смелый выбор — потратить это время на медленное знакомство с персонажем, живущим в переломный период времени». Бен Шерлок из Game Rant поставил эпизоду 3 с половиной звезды из 5 и посчитал, что он «разочаровывает бессвязным темпом, спешкой и странным отсутствием самой Мисс Марвел».